# ZEM & VEK
ZEM & VEK (uváděn také jako Zem & Vek nebo Zem a Vek) je slovenský magazín publikující konspirace a dezinformace.
Je vydáván měsíčně a má i svůj zpravodajský portál. Prohlašuje se za „alternativní médium bez reklamy“. Časopis i jeho šéfredaktor Tibor Rostás jsou opakovaně kritizováni za šíření konspiračních teorií, ruské propagandy, faktografického zavádění, nekorektního nakládání se zdroji, ale i podprahového nabádání k nenávisti vůči menšinám. V říjnu 2019 byl T. Rostás obžalován ze šíření extremistických materiálů v souběhu s přečinem hanobení národa, rasy a přesvědčení a přečinu podněcování k národnostní, rasové a etnické nenávisti.  Byl odsouzen k peněžitému trestu.
Za zrodem projektu stáli T. Rostás (vystupující pod pseudonymem Tibor Eliot Rostas), Ivan Galanský, Marián Benka a Dušan Budzák. K dalším pravidelným autorům časopisu patří Patrik Svoboda, Juraj Pokorný, Peter Čalovka, Peter Staněk, Viktor Timura, Vladimír Liška, Jan Lakota a Milka Zimková. Aktivity média zahrnují i vystoupení a besedy v různých místech Slovenska.
Projekt je podle vydavatelů financován jeho čtenáři. Příjmy má tedy z prodeje v novinových stáncích, předplatného, nákupů v elektronických obchodech a vstupného v divadle.[zdroj?] Byl však publikován rozhovor mezi Rostásem a Kuzněcovem (velvyslanec Ruska na Slovensku), kde jednali o jeho financování.
V listopadu 2016 založili představitelé konspiračních redakcí ZEM & VEK, Slobodný vysielač, Hlavné správy, Medzičas a Dav Dva Asociáciu nezávislých médií (ANM), jejímž úkolem má být, mimo jiné, ochrana členů před útoky mainstreamových médií. 
Podle komise Konspiratori.sk, kterou tvoří lidé z nevládních organizací, deníků (Deníku N, SME) a vydavatelství (Mafra Slovakia, Petit Press) je ZEM & VEK zařazen mezi konspirační média.

## Časopis
Složení časopisu je stálé a lze jej rozdělit na dvě části: zpravodajství a alternativa. Časopis má dnes 132 stran z předchozích 128 a původních 120. Zpravodajství obsahuje sekce: Dymové signály, Ekonomika, Udalosti a súvislosti, Orbis pictus, Téma mesiaca, Rendez-vous, Propaganda, Déjà vu, Bez Masky, Pavučina, Korešpondenti, Tribúna. Alternativa obsahuje sekce: Neznámi hrdinovia, Expedícia archa, Alternative vita, Nájomní vrahovia, Herbár, Jeden deň, Príbehy zeme, Múzy, Mandragora.

## Web
Původně webová stránka sloužila pouze jako podpora časopisu a e-shop, později začala uveřejňovat vlastní články, které se z důvodu aktuálnosti a omezenosti místa nenacházejí v časopise.

## Besedy
Besedy přibyly k Zem & Vek později. Uskutečňují se převážně v knihovnách v různých krajských a okresních městech po celém Slovensku. V Ateliéru Babylon v Bratislavě probíhají vystoupení jednou měsíčně. K projektu přibyly jako jeho zatím poslední součást.

## Redakce
Z redakce postupně odešla řada jejích členů: Ivan Galanský, Ján Gas, Radoslav Chrzán, Anton Smataník, Ľubomír Huďo, Milan Pullman atd.